# Menisciopsis cyatheoides
Menisciopsis cyatheoides là một loài dương xỉ được tìm thấy trong Quần đảo Hawaii.